# Risto Punkka
Risto Kalevi Punkka (Lemi, 19 marzo 1957 – 22 luglio 2014) è stato un biatleta finlandese.

## Biografia
In carriera prese parte a un'edizione dei Giochi olimpici invernali, Sarajevo 1984 (34° nella sprint), e a una dei Campionati mondiali, Anterselva 1983 (5° nella staffetta).

## Palmarès

### Coppa del Mondo
- 1 podio (individuale[1]):
  - 1 secondo posto